# Plataforma de gel Shackleton

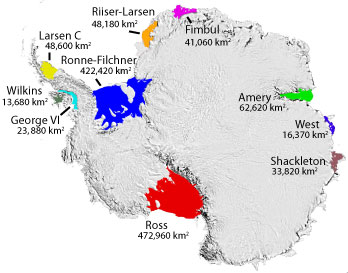
Mapa de les plataformes de gel. A la banda est apareix la Shackleton

La plataforma de gel Shackleton és una extensa plataforma de gel situada a la costa est de l'Antàrtida. Amb una superfície de 33.820 Km2, projectant cap al mar al voltant de 145 km en la porció occidental i 64 km cap a l'est.
L'existència d'aquesta plataforma fou coneguda per l'Expedició d'exploració dels Estats Units (1838-1842), sota comandament de Charles Wilkes, que en va cartografiar una part del Vincennes estant el febrer de 1840. Va ser explorada per l'Expedició Australiana Antàrtica de Douglas Mawson (1911-1914) que la va anomenar així en honor de sir Ernest Shackleton. L'extensió de la plataforma de gel va ser cartografiada amb més detall el 1955, utilitzant fotografia aèria obtinguda per la Marina dels Estats Units d'Amèrica en l'Operació Highjump, 1946-47. Posteriors cartografies de l'Expedició Soviètica de 1956 varen mostrar que la porció cap a l'est de la glacera Scott era part d'aquesta plataforma.

## Actualtiat
Un lloc de 500 hectàrees (64°59′19″S 96°09′21″E) a la plataforma de gel ha estat designat com a Àrea importants per a la conservació de les aus per BirdLife International perquè dóna suport a una colònia de cria d'uns 6.500 pingüins emperadors, basat en a les imatges de satèl·lit de 2009.